# سوراخ‌کاری نوک پستان
سوراخ‌کاری نوک پستان (به انگلیسی: Nipple piercing) یک نوع سوراخ‌کاری بدن است که معمولاً در مرکز نوک پستان انجام می‌پذیرد. نوک پستان را می‌توان در هر زاویه‌ای سوراخ نمود، اما عموماً به صورت افقی یا کمتر به شکل عمودی انجام می‌شود. همچنین امکان ایجاد چندین سوراخ در بالای یکدیگر وجود دارد.